# علم التصوف
علم التصوف حسب تعريف أبجد العلوم، هو علم يعرف به كيفية ترقي أهل الكمال من النوع الإنساني في مدارج سعادتهم والأمور العارضة لهم في درجاتهم بقدر الطاقة البشرية.
وأما التعبير عن هذه الدرجات والمقامات كما هو حقه فغير ممكن لأن العبارات إنما وضعت للمعاني التي وصل إليها فهم أهل اللغات.
وأما المعاني التي لا يصل إليها إلا غائب عن ذاته فضلا عن قوى بدنه فليس بممكن أن توضع لها الألفاظ فضلا عن أن يعبر عنها بالألفاظ.
فكما أن المعقولات لا تدرك بالأوهام والموهومات لا تدرك بالخياليات والتخيلات لا تدرك بالحواس كذلك ما من شأنه أن يعاين اليقين لا يمكن أن يدرك بعلم اليقين.
فالواجب على من يريد ذلك أن يجتهد في الوصول إليه بالعيان دون أن يطلبه بالبيان فإنه طور وراء طور العقل.